# Гвінейсько-Конголезький регіон

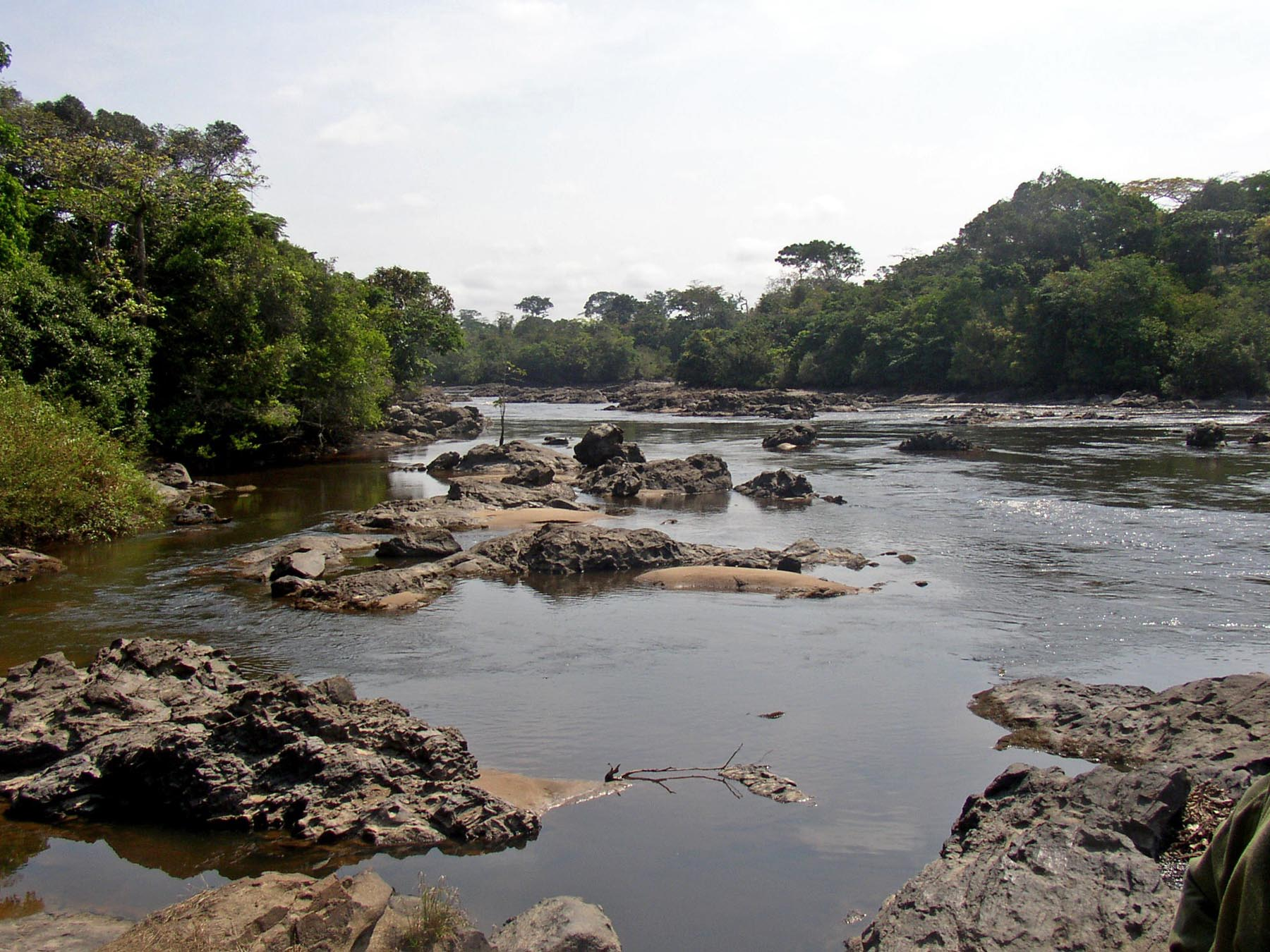
Річка Епулу (річка) в Національному парку Окапі (ДР Конго)

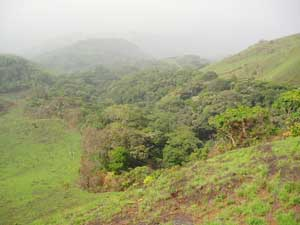
Галерейний ліс в горах Сіманду (Гвінея)

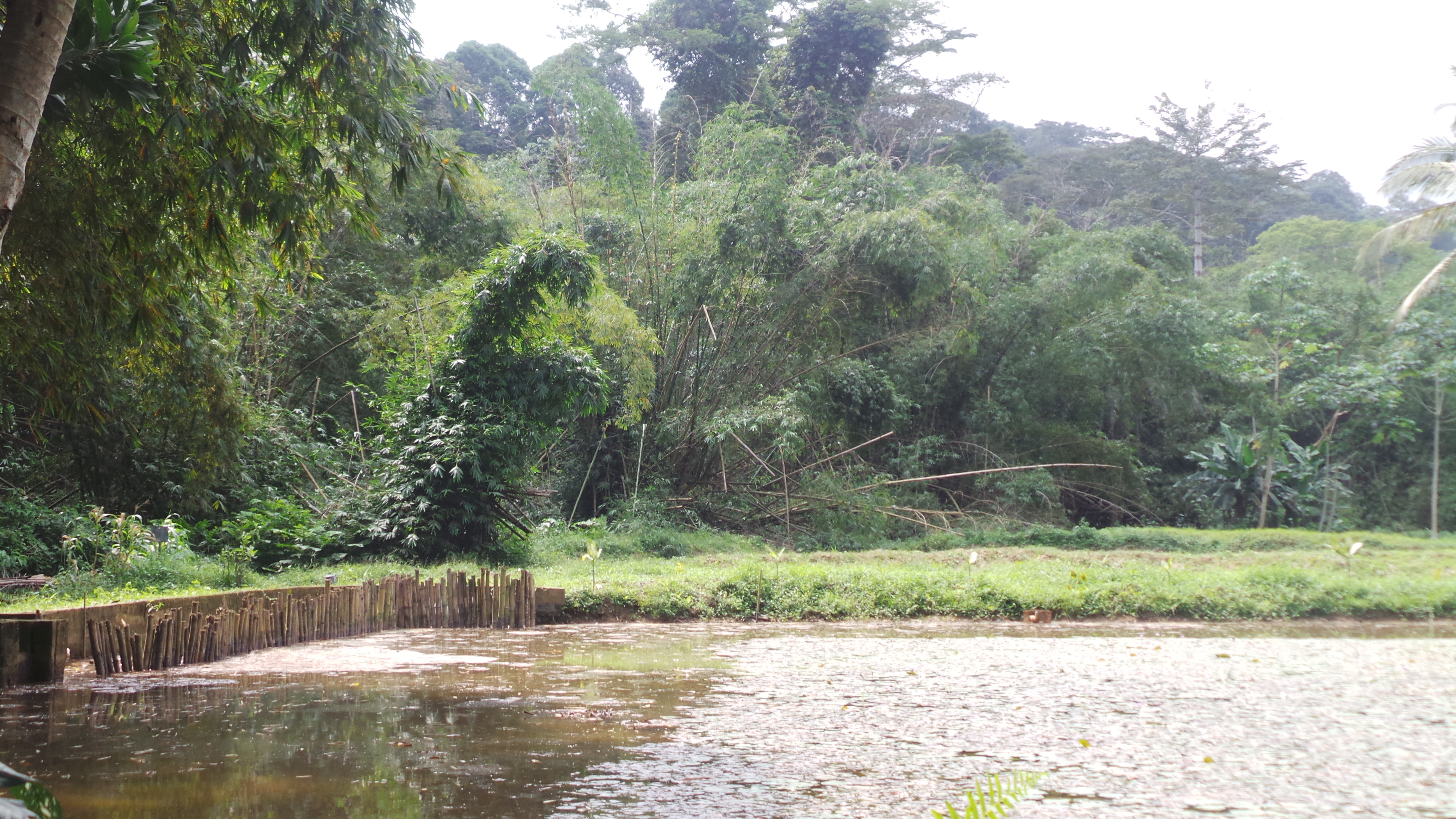
Ліс у Національний парк Банко (Кот-д'Івуар

Гвінейсько-Конголезький регіон — біогеографічний регіон Африки, що простягається від Атлантичного океану через територію басейну Конго до Конго-Нільського вододілу в Руанді та Бурунді, перетинаючи при цьому екватор. Раніше цей регіон був переважно вкритий дощовими лісами, однак зараз незайманих пралісів залишилося небагато, і в багатьох районах вони були замінені саванами та вторинними лісами.

## Опис
Гвінейсько-Конголезький регіон — це регіон тропічних рівнинних дощових лісів, типовим прикладом яких є ліси басейну Конго. Місцевість тут, як правило, лежить на висоті до 1000 м над рівнем моря, а середньорічна кількість опадів зазвичай становить від 1600 до 2000 мм. У високих, багатоярусних дощових лісах лісовий намет розташований на висоті 30 м над землею або вище. Поодинокі емерджентні дерева підіймаються на висоту до 60 м над землею. Більшість дерев у гвінейсько-конголезьких лісах є вічнозеленими або напіввічнозеленими, з невеликим домішком листяних порід. У вологих районах дерева можуть вкривати численні епіфіти, однак на більш сухих ділянках вони менш поширені. Серед типових дерев, що зустрічаються в лісах регіону, слід відзначити запашну гуарею (Guarea cedrata), чорну гуарею (Guarea thompsonii), конголезький горіх (Lovoa trichilioides), голий марантес (Maranthes glabra), двоколірну паркію (Parkia bicolor), високу афромосію (Pericopsis elata) , ессієве дерево (Petersianthus macrocarpus) та різні види ентандрофрагм (Entandrophragma spp.). У деяких частинах лісу домінує один вид, як правило з родини бобових (Fabaceae). Найчастіше великі монодомінантні насадження формують бомангові дерева (Brachystegia laurentii), угандійські залізні дерева (Cynometra alexandri), лімбалієві дерева (Gilbertiodendron dewevrei), конголезькі зеброві дерева (Julbernardia seretii) та дрібнолисті міхельсонії (Michelsonia microphylla). Так, у деяких частинах лісу Ітурі на північному сході Демократичної Республіки Конго лімбалієві дерева (G. dewevrei) складають понад 90 % кронових дерев.
У флорі Гвінейсько-Конголезького та прилеглого Замбезійського регіонів майже відсутні спільні види, за винятком деяких космополітичних видів. Однак між регіонами існує перехідна зона, де обидві флори, кожна у збідненому вигляді, змішуються або співіснують у вигляді мозаїки під впливом кліматичних та едафічних факторів. Це ускладнює визначення точного кордону між двома регіонами.

## Типи лісів
Гвінейсько-конголезькі ліси діляться на кілька типів. Гігрофільні прибережні вічнозелені ліси зустрічаються у переривчастій вологій прибережній смузі між Сьєрра-Леоне та Габоном; ці ліси багаті на дерева з родини бобових (Fabaceae), які можуть швидко відновлюватися і формувати чисті насадження. Мішані вологі напіввічнозелені ліси широко поширені, особливо в басейні Конго, де зустрічаються у дещо сухіших місцевостях. Ще більш сухі периферійні напіввічнозелені ліси межують з мішаними вологими лісами на півночі та півдні. Вони часто зазнають пошкоджень від пожеж, які спалахують у сусідніх саванах. Моновидові ліси зустрічаються у вигляді плям у вічнозелених або напіввічнозелених лісах у басейні Конго. Галерейні ліси та заболочені ліси зустрічаються на берегах річок та в заплавах, і характеризуються більш відкритим лісовим наметом. На кам'янистих гірських схилах зустрічаються невисокі чагарникові ліси.

## Флористичні провінції
- Верхньогвінейська провінція простягається в Західній Африці від Гвінеї і Сьєрра-Леоне на схід через Ліберію, Кот-д'Івуар і Гану до Того та від узбережжя Атлантичного океану вглиб континенту на кілька сотень кілометрів. Кілька анклавів гірських лісів лежать далі вглиб материка в горах Центральної Гвінеї, Центрального Того та Беніну[5]. Ліси Верхньої Гвінеї обмежені на сході Дагомейським розривом, регіоном в Гані та Беніні, де більш суха лісосавана простягається аж до узбережжя Атлантичного океану, розділяючи ліси Верхньої та Нижньої Гвінеї[6].
- Нігерійсько-камерунська провінція простягається через території Того, Нігерії та Камеруну, від Дагомейського розриву до річки Санага в Камеруні[6].
- Конголезька провінція простягається вздовж узбережжя Атлантичного океану від річки Санага до гирла річки Конго та на схід у басейн Конго.